# Lisa Ashton
Lisa Ashton (* 27. August 1970 in Bolton, England) ist eine englische Dartspielerin mit dem Spitznamen The Lancashire Rose, in Anlehnung an ihre Heimat.

## Karriere
Ashton spielt seit 2007 profimäßig Darts. Zwei Jahre später gelang es ihr erstmals, sich für die BDO World Darts Championship zu qualifizieren, musste sich jedoch im Viertelfinale Trina Gulliver geschlagen geben. 2012 erspielte sie sich die nächste Teilnahme an der Weltmeisterschaft, schied jedoch mit demselben Ergebnis erneut aus. Seitdem ist sie fester Bestandteil des Damendartsport und wurde viermal Weltmeisterin (2014, 2015, 2017 und 2018). 2019 und 2020 musste sie sich jedoch zweimal Mikuru Suzuki geschlagen geben.
2018 gelang Ashton über den UK Women’s Qualifier die Qualifikation für die PDC World Darts Championship 2019. Sie schied jedoch bereits in der ersten Runde gegen Jan Dekker aus.
2020 gelang es Ashton als erster Frau überhaupt, sich eine Tour Card für die PDC Pro Tour 2020 und 2021 zu sichern.
Bei der erstmals im Oktober 2020 ausgetragenen PDC Women’s Series konnte Ashton zwei der vier Turniere für sich entscheiden und sich damit als Ranglistenerste für die PDC World Darts Championship 2021 qualifizieren. Außerdem gewann sie den vorher ausgetragenen Women’s Qualifier für den Grand Slam of Darts 2020, konnte jedoch wie im Jahr zuvor kein Spiel gewinnen.
Bei der Weltmeisterschaft im Dezember 2020 verlor Ashton ihr Erstrundenmatch gegen Adam Hunt mit 2:3 in Sätzen. Dabei spielte sie einen Average von 91,33 den bis dahin höchsten Average einer Frau bei einer PDC World Darts Championship.
Bei den UK Open 2021 gewann sie am 5. März 2021 ihr erstes Match vor TV-Kameras. Beim Grand Slam of Darts verlor sie dagegen alle ihrer drei Gruppenspiele und schied damit mit 0 Punkten in der Gruppenphase aus.
Auch bei der PDC World Darts Championship 2022 gelang Ashton kein Erfolg. Mit 0:3 verlor sie gegen Ron Meulenkamp. Damit musste Ashton ihre Tour Card nach zwei Jahren wieder abgeben.
Bei der Q-School 2022 ging sie allerdings erneut an den Start und durfte dabei direkt in der Final Stage starten. Sie verfehlte jedoch das Ziel, sich eine Tour Card zurückzuerspielen.
Bei der erstmaligen Austragung des Women’s World Matchplay 2022 blieb Ashton hinter den Erwartungen zurück. Als Topgesetzte gelang ihr zwar der Erstrundensieg über die Schottin Chloe O’Brien, sie spielte jedoch nur einen 3-Dart-Average von 67,55 Punkten und schied im Halbfinale mit 4:5 gegen Aileen de Graaf aus. Einige Wochen später nahm Ashton an den Australian Darts Open teil. Das Turnier, bei dem sie als Titelverteidigerin startete, endete jedoch bereits in der Gruppenphase, da Ashton ein starkes Match gegen die Neuseeländerin Nicole Regnaud verlor.
Mitte September gewann Ashton die British Open, nachdem sie im Finale Aileen de Graaf mit 5:1 hatte schlagen können. Im Viertelfinale spielte sie gegen die Landsfrau Phonsawan Whillis mit 105,47 Punkten ihren höchsten offiziellen Drei-Dart-Average überhaupt. Mit diesem Sieg qualifizierte sich Ashton außerdem für die WDF World Darts Championship 2023, die sie jedoch nur spielen darf, wenn sie nicht an der PDC World Darts Championship 2023 teilnimmt. Am selben Wochenende spielte sie sich außerdem ins Finale des British Classic, welches sie mit 1:5 gegen Beau Greaves verlor.
Auf der PDC Women’s Series 2022 kam Ashton insgesamt neunmal ins Finale, von denen sie sieben gewinnen konnte. Sie toppte somit erneut die Women’s Series Order of Merit und qualifizierte sich dadurch sowohl für den Grand Slam of Darts 2022 als auch die PDC World Darts Championship 2023. Bei beiden Turnieren konnte sie zwar keinen Sieg erringen, forcierte aber zumindest bei der WM einen entscheidenden fünften Satz gegen Ryan Meikle.
Im Januar 2023 startete Ashton erneut bei der Q-School. Sie schied jedoch auch dieses Mal ohne Zähler bereits in der First Stage aus. Daraufhin versuchte sie sich Anfang Februar erneut bei der World Seniors Darts Championship 2023. Sie lieferte sich dabei ein enges Match mit dem aktuellen WDF-Weltmeister Neil Duff, welches erst in der Verlängerung zugunsten Duffs entschieden wurde. Anfang Mai spielte sich Ashton beim Welsh Open ins Halbfinale. Sie unterlag hier mit 0:4 gegen Beau Greaves, welche einen 3-Dart-Average von über 113 Punkten erzielte.
Mitte August nahm Ashton als eine von zwei europäischen Spielerinnen an den Australian Darts Open 2023 teil. Sie überstand dabei mit nur einem verlorenen Leg die Gruppenphase und konnte auch ihr Halbfinale mit 6:0 gegen Desi Mercer gewinnen. Im Finale traf sie auf die Topgesetzte Aileen de Graaf und bezwang auch diese mit 8:4, womit sie zum zweiten Mal nach 2019 dieses Turnier für sich entscheiden konnte.
Im Dezember nimmt Ashton zum ersten Mal seit 2019 wieder an einer Weltmeisterschaft im Lakeside teil und gibt ihr Debüt bei der WDF World Darts Championship 2023. Sie durfte dabei als Drittgesetzte bereits im Achtelfinale starten und erreichte das Halbfinale, welches sie gegen Aileen de Graaf mit 1:3 verlor.
Anfang Juni 2024 gewann Ashton die Swiss Open, indem sie im Finale mit 5:3 gegen Irina Armstrong gewann. Auch bei den Helvetia Open am gleichen Wochenende stand Ashton im Finale, unterlag allerdings mit 2:5 Paula Jacklin. Ende September unterlag Ashton im Finale der British Open gegen Beau Greaves mit 0:5. Aufgrund der wenigen gespielten Turniere musste Ashton bei der WDF World Darts Championship 2024 im Dezember in der ersten Runde an den Start gehen. Dort lieferte sie sich ein enges Match gegen die 18-jährige Sophie McKinlay, dass Ashton aber trotz mehrerer Matchdarts mit 1:2 verlor.

## Weltmeisterschaftsresultate

### BDO
- 2009: Viertelfinale (0:2-Niederlage gegen  Trina Gulliver)
- 2012: Viertelfinale (0:2-Niederlage gegen  Trina Gulliver)
- 2013: Finale (1:2-Niederlage gegen  Anastasia Dobromyslova)
- 2014: Siegerin (3:2-Sieg gegen  Deta Hedman)
- 2015: Siegerin (3:1-Sieg gegen  Fallon Sherrock)
- 2016: Viertelfinale (1:2-Niederlage gegen  Trina Gulliver)
- 2017: Siegerin (3:0-Sieg gegen  Corrine Hammond)
- 2018: Siegerin (3:1-Sieg gegen  Anastasia Dobromyslova)
- 2019: 1. Runde (0:2-Niederlage gegen  Mikuru Suzuki)
- 2020: Finale (0:3-Niederlage gegen  Mikuru Suzuki)

### PDC
- 2019: 1. Runde (1:3-Niederlage gegen  Jan Dekker)
- 2021: 1. Runde (2:3-Niederlage gegen  Adam Hunt)
- 2022: 1. Runde (0:3-Niederlage gegen  Ron Meulenkamp)
- 2023: 1. Runde (2:3-Niederlage gegen  Ryan Meikle)

### WDF
- 2023: Halbfinale (1:3-Niederlage gegen  Aileen de Graaf)
- 2024: 1. Runde (1:2-Niederlage gegen  Sophie McKinlay)

### WSDT
- 2022: Achtelfinale (1:3-Niederlage gegen  Terry Jenkins)
- 2023: 1. Runde (2:3-Niederlage gegen  Neil Duff)
- 2024: Halbfinale (2:3-Niederlage gegen  Colin McGarry)
- 2025: 1. Runde (2:3-Niederlage gegen  Tony O’Shea)

## Titel

### BDO
- Majors
  - BDO World Darts Championship: (4) 2014, 2015, 2017, 2018
  - World Masters: (3) 2011, 2018, 2019
  - BDO World Trophy: (3) 2015, 2016, 2019
  - Finder Darts Masters: (2) 2008, 2018
- Weitere
  - 2010: Welsh Classic
  - 2012: Jersey Classic
  - 2013: BDO Gold Cup, England Matchplay
  - 2014: Münsterland Classic, Jersey Open, Jersey Classic
  - 2015: Welsh Open, England Masters, England Classic, Jersey Open, Jersey Classic
  - 2016: Dutch Open, Isle of Man Open, Hal Masters, Hal Open, BDO International Open, Antwerp Open, Swedish Open, England Classic, England Matchplay, Jersey Open
  - 2017: Hal Open, French Open, Jersey Open
  - 2018: Isle of Man Classic, England Open, BDO Gold Cup, Belgium Open, Belgium Masters, Swedish Classic, British Open, Turkish Open
  - 2019: Scottish Open, British Classic, British Open

### PDC
- PDC Women’s Series
  - PDC Women’s Series 2020: 1, 3
  - PDC Women’s Series 2021: 1, 4, 5, 8, 10
  - PDC Women’s Series 2022: 1, 2, 4, 6, 8, 9, 12
  - PDC Women’s Series 2023: 18
  - PDC Women’s Series 2025: 1

### WDF
- Platin-Turniere
  - Australian Darts Open: (1) 2023
- Gold-Turniere
  - British Open: (1) 2022
- Silber-Turniere:
  - Pacific Masters: (2) 2022, 2023
  - Swiss Open: (1) 2024
- Sonstige
  - Australian Darts Open: (1) 2019
- Cups
  - WDF World Cup Singles: (1) 2015
  - WDF World Cup Pairs: (2) 2009, 2015
  - WDF World Cup Teams: (1) 2015
  - WDF World Cup Overall: (2) 2009, 2015
  - WDF Europe Cup Teams: (1) 2014
  - WDF Europe Cup Overall: (1) 2014

### Andere
- 2011: England National Championships
- 2012: England National Championships

## Privates
Ashton ist verheiratet und hat zwei Kinder. Ihre Tochter Lindsey Ashton ist ebenfalls im Dartsport aktiv.